# Чемпионат Казахстана по футболу 1997
6-й национальный чемпионат Казахстана по футболу, в котором приняли участие 14 клубов.
Чемпионский титул защищал «Тараз» (Жамбыл). После прошлого сезона Высшую лигу покинули «Горняк», «Кокше», «Мунайшы», «Кайнар», «Тобол» и «СКИФ-Ордабасы», вместо них сыграл «Автомобилист».

## Регламент
Согласно регламенту соревнования проходили в два круга. Количество команд в чемпионате составило 14. Команда, занявшая 14-е место вылетает в Первую лигу.

### Определение мест в случае равенства очков
В случае равенства очков у двух или более команд их места (кроме первого) в итоговой таблице чемпионата и в итоговой таблице первого этапа определяются по следующим критериям:
- Наибольшее количество побед во всех матчах;
- Наибольшее количество забитых мячей;
- Разность забитых и пропущенных мячей;
- Жребий.

### Участие команд в азиатских кубках
По итогам чемпионата команда, занявшая первое место получала право участия в Азиатском кубке чемпионов  сезона 1998/1999.
Обладатель Кубка Казахстана 1996/1997 - получал право участия в Кубке обладателей кубков Азии  сезона 1997/1998.

## Участники
Участниками чемпионата Казахстана стали 14 клубов. Одной командой были представлены Акмола, Актобе, Алма-Ата, Жамбыл, Жезказган, Караганда, Кызылорда, Павлодар, Семипалатинск, Темиртау, Усть-Каменогорск, Шортанды, Шымкент и Экибастуз.

### Изменения
По итогам сезона-1996 Высшую лигу покинули:
- «Горняк» (Хромтау) — снялась после 4-го тура, результаты аннулированы
- «Кокше» (Кокшетау) — снялась после 19-го тура
- «Мунайшы» (Актау) — 4-е место
- «Кайнар» (Талдыкорган) — 9-е место
- «Тобол» (Костанай) — 11-е место
- «СКИФ-Ордабасы» (Шымкент) — 16-е место

По итогам первенства Казахстана среди коллективов физкультуры 1996 года в Высшую лигу перешли:
- «Автомобилист» (Шортанды) — 1-е место (впервые)

Во время чемпионата:
- «Улытау» (Жезказган) — снята с соревнований решением ФАКР

## Итоговая таблица
| Место | Команда             | Город            | И  | В  | Н | П  | ГЗ | ГП | ±   | О  | Примечания                              |
| ----- | ------------------- | ---------------- | -- | -- | - | -- | -- | -- | --- | -- | --------------------------------------- |
| 1     | Иртыш               | Павлодар         | 26 | 17 | 5 | 4  | 46 | 15 | 31  | 56 | Азиатский кубок чемпионов 1998/1999     |
| 2     | Тараз               | Тараз            | 26 | 18 | 2 | 6  | 49 | 18 | 31  | 56 |                                         |
| 3     | Кайрат              | Алматы           | 26 | 16 | 5 | 5  | 52 | 14 | 38  | 53 | Кубок обладателей кубков Азии 1997/1998 |
| 4     | Шахтер-Испат-Кармет | Караганда        | 26 | 16 | 4 | 6  | 40 | 22 | 18  | 52 |                                         |
| 5     | Восток-Адиль        | Усть-Каменогорск | 26 | 14 | 8 | 4  | 42 | 16 | 26  | 50 |                                         |
| 6     | Батыр               | Экибастуз        | 26 | 15 | 2 | 9  | 38 | 22 | 16  | 47 |                                         |
| 7     | Елимай              | Семипалатинск    | 26 | 13 | 7 | 6  | 41 | 26 | 15  | 46 |                                         |
| 8     | Кайсар-Hurricane    | Кызылорда        | 26 | 13 | 5 | 8  | 39 | 23 | 16  | 44 |                                         |
| 9     | Астана              | Акмола           | 26 | 11 | 4 | 11 | 32 | 21 | 11  | 37 |                                         |
| 10    | Жигер               | Шымкент          | 26 | 8  | 5 | 13 | 27 | 40 | -13 | 29 |                                         |
| 11    | Актобе              | Актобе           | 26 | 4  | 3 | 19 | 16 | 56 | -40 | 15 |                                         |
| 12    | Автомобилист        | Шортанды         | 26 | 5  | 0 | 21 | 23 | 68 | -45 | 15 |                                         |
| 13    | Булат               | Темиртау         | 26 | 3  | 5 | 18 | 13 | 47 | -34 | 14 |                                         |
| 14    | Улытау              | Жезказган        | 26 | 1  | 1 | 24 | 4  | 74 | -70 | 4  | Вылет в Первую лигу                     |

## Золотой матч
По итогам 26 туров павлодарский «Иртыш»  и жамбылский «Тараз» набрали по 56 очков, поделив между собой 1-е место в итоговой таблице. В данном случае по регламенту чемпионата Казахстана 1997 года прочие показатели клубов не учитывались, а предусматривалось проведение дополнительного золотого матча.
| «Тараз» | 0:1 | «Иртыш»     |
| ------- | --- | ----------- |
|         |     | Антонов 54′ |